# Black Rain (Ozzy Osbourne-album)
A Black Rain Ozzy Osbourne tizedik stúdióalbuma. 2007. május 22-én jelent meg. Ozzy saját bevallása szerint életében most először készített teljesen józanul lemezt. Kissé sötétebb, borongósabb, mint a hat évvel ezelőtt megjelent „Down to Earth” című lemez, amit a lemez borítója szinte előre sugall.
Az énekest Zakk Wylde segítette: a gitárhős ezúttal nemcsak feljátszotta a számokat (mint a Down to Earth esetében), hanem azok megírásában társszerzőként is részt vett.

## Számlista
Az összes dalt Ozzy Osbourne, Zakk Wylde, és Kevin Churko írta, a kivételek külön jelölve.
1. Not Going Away – 4:32
2. I Don't Wanna Stop – 3:59
3. Black Rain – 4:42
4. Lay Your World on Me – 4:16
5. The Almighty Dollar (Osbourne, Churko) – 6:57
6. 11 Silver – 3:42
7. Civilize the Universe – 4:43
8. Here for You – 4:37
9. Countdown's Begun – 4:53
10. Trap Door (Osbourne, Churko) – 4:03

## Közreműködők
- Ozzy Osbourne – ének
- Zakk Wylde – gitár
- Rob „Blasko” Nicholson – basszusgitár
- Mike Bordin – dobok